# Romanzo a chiave
Un romanzo a chiave (in lingua francese roman à clef o roman à clé) è un romanzo che verte attorno a personaggi reali o a fatti realmente accaduti, ma descritti alterandone dei dettagli, in modo da renderli irriconoscibili (ad esempio, attraverso l'uso di nomi fittizi).
La "chiave" è quel mezzo che permette di eliminare la facciata di finzione narrativa e di identificare i referenti. Essa può essere fornita separatamente, ad esempio nella forma di una guida al testo scritta dall'autore, o può trovarsi nascosta nel testo, ad esempio nell'epigrafe.

## Ragioni
Le ragioni per cui un autore potrebbe scegliere la forma del romanzo a chiave possono essere:
- l'intento satirico;
- lo scrivere su argomenti controversi, o il riportare informazioni riservate o su uno scandalo senza dar luogo ad accuse di diffamazione;
- la possibilità di trasformare la storia nel modo in cui l'autore vorrebbe fosse andata;
- la scelta di riportare esperienze personali o autobiografiche senza dover esporre l'autore come materia del racconto.

## Utilizzo nel teatro e nel cinema
Sin dalle sue origini la tecnica del romanzo a chiave è stata usata anche nel teatro e nel cinema. Tra gli esempi ricordiamo:
- Quarto potere (1941) di Orson Welles, un film liberamente ispirato alla vita di William Randolph Hearst;
- l'opera teatrale censurata di Victor Hugo, Il re si diverte, su cui è basata l'opera Rigoletto di Giuseppe Verdi;
- Dreamgirls (2006), un film, tratto dall'omonimo musical, ispirato alla carriera delle The Supremes.

## Romanzi a chiave famosi
- Il grande Gatsby di Francis Scott Fitzgerald, che commenta il divieto di vendere bevande alcoliche durante il proibizionismo.
- I romanzi della scrittrice francese Madeleine de Scudéry.
- I romanzi di Jack Kerouac, soprattutto Sulla strada e I vagabondi del Dharma.
- Praticamente tutti i romanzi di Thomas Love Peacock (1785–1866) presuppongono una conoscenza degli intellettuali inglesi e delle correnti di pensiero dell'epoca.
- Glenarvon (1816) di Caroline Lamb, cronaca della sua relazione con Lord Byron (il personaggio del titolo).
- Valgioconda di Nathaniel Hawthorne è un racconto fittizio ispirato, ma che non ritrae specificamente, le esperienze di Hawthorne nell'esperimento di vita comunitaria della Brook Farm.
- Angelo di fuoco di Valery Bryusov descrive il triangolo di magia nera, ossessione e amore tra l'autore, Andrei Bely e Nina Petrovskaya mentre descrive una storia di stregoneria ambientata nella Germania del XVI secolo.
- The Lady of Aroostook rappresenta le relazioni romantiche di Emily Dickinson con vari uomini.
- La camera rossa, o La stanza rossa (1879) di August Strindberg contiene ritratti riconoscibili di intellettuali dell'epoca.
- Giallo Cromo (1921), Passo di danza (1923) e Foglie secche (1925) di Aldous Huxley sono tutte satire di eventi contemporanei.
- Point Counter Point (1928) di Aldous Huxley rappresenta degli amici di Huxley, facilmente riconoscibili, David Herbert Lawrence e John Middleton Murry.
- Fiesta di Ernest Hemingway è un racconto della vita letteraria di Hemingway a Parigi e del suo viaggio in Spagna (1925) con vari personaggi famosi.
- I Buddenbrook. Decadenza di una famiglia (1901) di Thomas Mann.
- La strana morte del signor Benson (1926), il primo della serie di romanzi polizieschi di S. S. Van Dine, con il personaggio-detective Philo Vance, basato su un caso irrisolto di omicidio, quello dell'esperto di bridge Joseph Elwell, trovato morto in una stanza chiusa dall'interno, ucciso da un colpo di arma da fuoco e privato del suo parrucchino, circostanze che si ritrovano nel romanzo.
- La luna e sei pence di William Somerset Maugham ricalca la vita di Paul Gauguin, specialmente il suo periodo a Tahiti.
- Potere senza gloria di Frank Hardy è un palese e ipercritico racconto della vita dell'uomo d'affari e politico australiano John Wren (chiamato da Hardy nel libro John West). Hardy, un socialista, accusava Wren per quella che lui considerava corruzione del Partito Laburista Australiano all'inizio del XX secolo. Hardy fu processato per diffamazione perché nel libro si parla di una relazione extraconiugale della moglie di Wren.
- Tenera è la notte di Francis Scott Fitzgerald rappresenta le amicizie di Gerald e Sara Murphy negli anni '20.
- La forma del romanzo a chiave è una delle molte dimensioni di Orlando (1928) di Virginia Woolf.
- Niente di nuovo sul fronte occidentale di Erich Maria Remarque è basato sulla sua esperienza di soldato durante la prima guerra mondiale.
- Nel suo romanzo Broderie Anglaise, Violet Trefusis rappresenta la sua relazione omosessuale con Vita Sackville-West e quella di Vita con Virginia Woolf presentandola come una relazione eterosessuale. Nel libro la scrittrice rappresenta anche la relazione di sua madre, Alice Keppel, con Edoardo VII.
- Mephisto di Klaus Mann. Il cognato di Mann, l'attore Gustaf Gründgens, fu così offeso dal protagonista del libro, Henrik Hoffgen (ispirato a Gründgens stesso), che il romanzo fu messo al bando dopo un processo per diffamazione.
- La campana di vetro di Sylvia Plath, il suo romanzo semi-autobiografico, con i dettagli dei tentativi di suicidio di una ragazza e del suo esaurimento nervoso.
- Queenie è un romanzo (1985) di Michael Korda, nipote di Alexander Korda e dell'attrice Merle Oberon. Per tutta la sua vita, Oberon aveva fatto di tutto per nascondere le sue radici di meticcia. Nel romanzo, Queenie Kelley (Oberon nei primi ruoli era conosciuta come Queenie O'Brien) è una ragazza di origini indiane e irlandesi, chiara abbastanza da passare per bianca.
- Quanto pesano i fantasmi (1990) di Tim O'Brien è considerato un racconto ampiamente veritiero delle esperienze dell'autore in Vietnam e dei successivi tentativi di sostenere le conseguenze della Guerra del Vietnam.
- Tutti gli uomini del re (1946) di Robert Penn Warren è vagamente ispirato all'ascesa e caduta del governatore della Louisiana Huey Pierce Long.
- Il falò delle vanità (1987) di Tom Wolfe è ampiamente considerato ispirato a molti personaggi famosi della società newyorkese degli anni '80.
- Paura e disgusto a Las Vegas (1971) di Hunter Stockton Thompson, un racconto romanzato del viaggio di Thompson a Las Vegas in uno stato allucinatorio indotto da droghe.
- Valis (1981) di Philip K. Dick è il primo romanzo autobiografico fantascientifico. Ritrae ampiamente le allucinazioni di Dick nel 1974.
- I romanzi di Dominick Dunne rappresentano vari scandali nell'alta società, con molti personaggi famosi facilmente riconoscibili tra i personaggi dei libri. Tra i romanzi e i rispettivi scandali a cui si allude ci sono Le due signore Grenville (l'uccisione del proprietario del Belair Stud, William Woodward Jr., da parte di sua moglie, Ann Arden Woodward); Gente come noi (la caduta di un broker ambizioso e senza scrupoli, che riunisce i tratti di John Gutfreund, Michael Milken e Ivan Boesky); Una stagione al purgatorio (il caso de presunto omicidio di Martha Moxley da parte di Michael Skakel) e Una donna scomoda (la relazione Alfred S. Bloomingdale/Vicki Morgan e lo scandalo che seguì).
- Colori primari (1996), libro sulla campagna presidenziale di Bill Clinton, pubblicato da un autore anonimo, che in seguito fu rivelato essere Joe Klein.
- Il diavolo veste Prada (2003) parla di un'impiegata continuamente vessata dal suo capo mentre lavora come assistente in una rivista di moda. Anche se l'autrice Lauren Weisberger lavorava come assistente a Vogue magazine, lei nega che l'antagonista del libro, Miranda Priestly, è ispirata all'editore capo di Vogue, Anna Wintour.
- The Body Politic (2000) di Lynne Cheney in cui un vicepresidente repubblicano muore di attacco cardiaco mentre sta facendo l'amore con la sua amante.
- Cuore di tenebra di Joseph Conrad riflette il viaggio che l'autore fece risalendo il Congo. Il personaggio di Kurtz molto probabilmente è ispirato a diversi ufficiali coloniali.
- I protagonisti di Tonio Kröger e La morte a Venezia sono entrambi rappresentazioni di Thomas Mann.
- Ravelstein di Saul Bellow è il racconto facilmente riconoscibile dell'amicizia tra Allan Bloom e Bellow. Anche Il dono di Humboldt parla della sua amicizia con il poeta Delmore Schwartz.
- Story of My Life (1988) di Jay McInerney sottintende che la causa del comportamento della protagonista Alison Poole, cocainomane e sessualmente vorace, è la violenza subita da suo padre. McInerney ha affermato in alcune interviste che il personaggio di Alison era ispirato alla sua ex fidanzata, Lisa Druck, in seguito diventata famosa come Rielle Hunter.
- Lunar Park (2005) di Bret Easton Ellis è in parte una storia horror e un romanzo autobiografico che descrive i primi anni della fama di Ellis e il suo rapporto difficile con il padre.
- Il ricciolo rapito poema eroicomico di Alexander Pope, ispirato a una storia raccontata da un suo amico che aveva tagliato un ricciolo di capelli di una bella ragazza. Invero, tuttavia, la suggestione è piuttosto letteraria: origine della guerra dei sessi ne Il ricciolo rapito è il taglio del ricciolo piuttosto che il ratto di Elena di Troia che dà origine all'Iliade; inoltre, ci si rifà anche ad un altro celebre ricciolo rapito, quello offerto in voto agli dei e rubato nella Chioma di Berenice, un'elegia di Callimaco, in seguito ripresa da Catullo.
- Cartoline dall'inferno di Carrie Fisher, che descrive la relazione difficile tra la Fisher e sua madre, Debbie Reynolds, e la tossicodipendenza di Carrie.
- Non ci sono solo le arance di Jeanette Winterson, un romanzo di formazione lesbico.
- East is east (1990) di T. Coraghessan Boyle, ambientato in una colonia di scrittori, rappresenta in modo riconoscibile molti scrittori famosi della fine degli anni '80.
- I figli della mezzanotte di Salman Rushdie
- Il bugiardo di Stephen Fry
- Hollywood, Hollywood! di Charles Bukowski
- The Lords of Discipline, di Pat Conroy, si pensa che parli dell'integrazione dei primi cadetti di colore nel collegio militare The Citadel. L'accuratezza degli eventi descritti nel libro viene negata con forza da altri collegiali che frequentavano la scuola a quell'epoca.
- Look Homeward, Angel di Thomas Wolfe.